# Javier Molina
Javier Molina (* 2. Januar 1990 in Commerce, Kalifornien) ist ein US-amerikanischer Profiboxer. Er ist der Zwillingsbruder des Boxers Óscar Molina.

## Amateurkarriere
Der größte Erfolg von Javier Molina im Nachwuchsbereich war der Gewinn einer Bronzemedaille im Leichtgewicht bei den Kadetten-Weltmeisterschaften 2006 in Istanbul.
Bei den Erwachsenen boxte er im Halbweltergewicht und gewann 2007 die US-Meisterschaften in Colorado Springs und die US-Olympiaqualifikation in Houston, wobei er im Finale Danny García bezwang. Bei den Weltmeisterschaften 2007 in Chicago besiegte er Ricardo Smith und Emil Maharramow, ehe er im Achtelfinale gegen Bradley Saunders ausschied.
Bei der kontinentalen Olympiaqualifikation 2008 in Port of Spain konnte er sich gegen Myke Carvalho, Matthew Robinson und Kevin Bizier durchsetzen und hatte sich damit für die Olympischen Spiele 2008 in Peking qualifiziert, wo er in der Vorrunde gegen Boris Georgiew ausschied.

## Profikarriere
Im März 2009 unterzeichnete er einen Profivertrag bei Goossen Tutor Promotions. Nach 17 Siegen und einer Niederlage verlor er am 19. Januar 2016 gegen Jamal James (Bilanz: 18-0) und unterbrach daraufhin seine Karriere für rund zweieinhalb Jahre.
Bei seinem Comeback ab Juni 2018 gewann er fünf Kämpfe in Folge, darunter gegen Hiroki Okada (19-1) und Amir Imam (22-2), zudem wurde er Anfang des Jahres 2019 von Top Rank unter Vertrag genommen. Er verlor dann jedoch am 19. September 2020 einstimmig gegen José Pedraza (27-3) und am 1. Mai 2021 ebenfalls einstimmig gegen Jesus Ramos (15-0).